# Klasea radiata
Klasea radiata (серпій приквітковий як Serratula bracteifolia) — вид рослин з родини айстрових (Asteraceae), поширений у Європі від Балкан до Уралу, також у Туреччині, Азербайджані, Грузії, Вірменії, пн.-зх. Ірані.

## Опис
Багаторічна рослина 30–80 см заввишки. Стебло і листки розсіяно або негусто-волосисті. Нижні й середні листки перистороздільні, з численними довгастими або лінійними цілокраїми частками; кінцева частка однакового розміру з бічними; верхні листки лінійно-ланцетні, розсунуті, б.-м. відігнуті від стебла. Кошиків 2–7. Обгортка коротко-яйцеподібна, 15–20 мм завдовжки. Віночок рожево-пурпуровий.

## Поширення
Поширений у Європі від Балкан до Уралу, також у Туреччині, Азербайджані, Грузії, Вірменії, північно-західному Ірані.
В Україні вид зростає на степових схилах, серед світлих чагарників — у південній частині Лісостепу і в Степу до Криму включно, нечасто.